# 1972 au Canada
Pour un article plus général, voir Chronologie du Canada.
Cet article traite des événements qui se sont produits durant l'année 1972 au Canada.

## Gouvernements
Exécutif:
- Monarque - Élisabeth II

Élection fédérale au Canada en 1972

- Gouverneur général - Roland Michener

Législatif:
- Premier ministre du Canada - Pierre Elliott Trudeau
- Premier ministre de l'Alberta - Peter Lougheed
- Premier ministre de la Colombie-Britannique - David Barrett (élu le 30 août face au sortant W.A.C. Bennett)
- Premier ministre du Manitoba - Edward Schreyer
- Premier ministre du Nouveau-Brunswick - Richard Bennett Hatfield
- Premier ministre de Terre-Neuve-et-Labrador - Frank Moores (élu le 24 mars face au sortant Joey Smallwood)
- Premier ministre de la Nouvelle-Écosse - Gerald Regan
- Premier ministre de l'Ontario - Bill Davis
- Premier ministre de l'Île-du-Prince-Édouard - Alex Campbell
- Premier ministre du Québec - Robert Bourassa
- Premier ministre de la Saskatchewan - Allan Blakeney

## Événements

### Politique

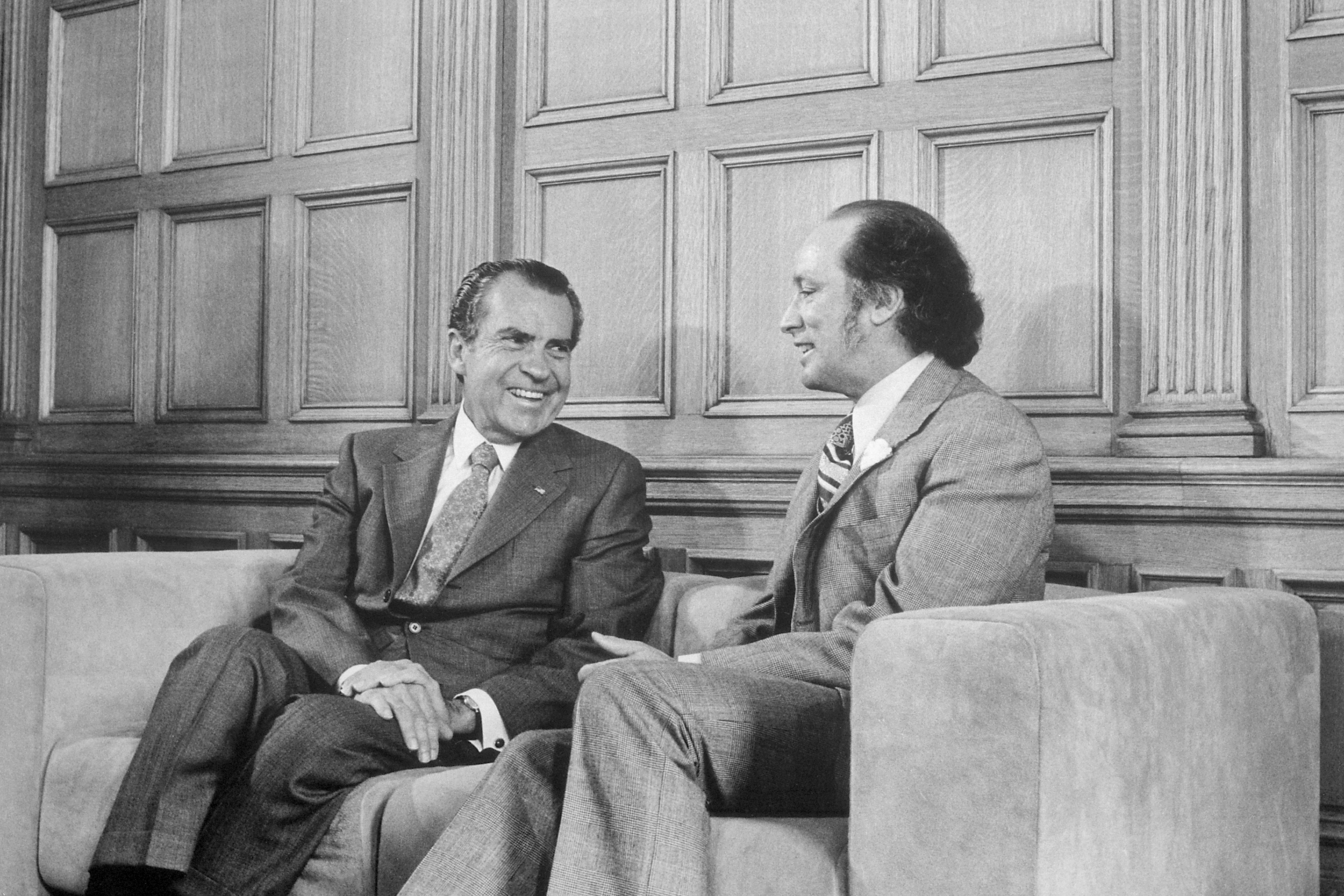
Président Nixon avec le Premier ministre Trudeau - NARA - 194762

- 7 janvier : le Canada et l'Iran concluent un accord de coopération nucléaire, dont l'entrée en vigueur est prévue le 10 avril 1973.

- 24 mars : élection générale terre-neuvienne.
- 14 avril : Visite du président américain Richard Nixon à Ottawa.
- 8 juin, Québec : formation de la Centrale des syndicats démocratiques au Québec.

- 30 octobre, élection fédérale. Gouvernement minoritaire du parti libéral mené par Pierre Elliott Trudeau.

### Justice
- 1er septembre : Incendie du Blue Bird à Montréal. 37 personnes meurent dans cet incendie criminel. Les coupables sont retrouvés.
- Jacques Mesrine commet plusieurs actes criminels au pays.

### Sport

#### Hockey
- Fin de la Saison 1971-1972 de la LNH suivi des Séries éliminatoires de la Coupe Stanley 1972.
- Les Royals de Cornwall remportent la Coupe Memorial 1972.
- Repêchage amateur de la LNH 1972.
- Septembre, Série du siècle Canada-URSS au hockey. Le Canada gagne la série 4-3.
- Début de la Saison 1972-1973 de la LNH et de la Saison 1972-1973 de l'AMH.

#### Jeux olympiques d'hiver de 1972
- Karen Magnussen remporte une médaille d'argent en patinage artistique.

#### Jeux olympiques d'été de 1972
- Bruce Robertson et Leslie Cliff remportent chacun une médaille d'argent en natation.

#### Football

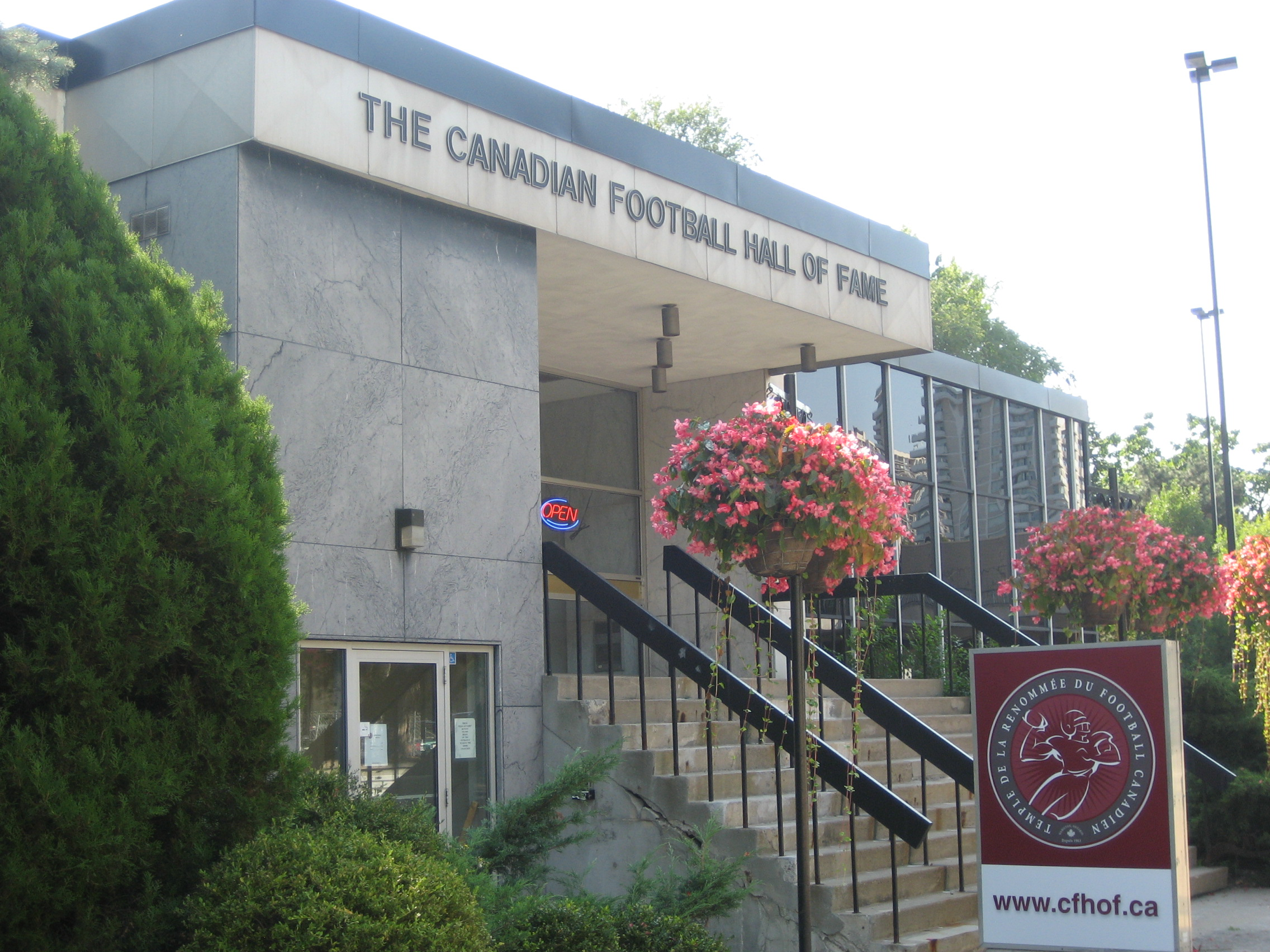
Temple de la renommée du football à Hamilton

- 60e finale -Les Tiger-Cats de Hamilton remporte la Coupe Grey contre les Roughriders de la Saskatchewan 13-10.
- 28 novembre : inauguration du Temple de la renommée du football canadien à Hamiton, Ontario.

#### Divers
- Deuxième édition des Jeux d'hiver de l'Arctique à Whitehorse
- 14 au 20 août : Tournoi de tennis du Canada (dames 1972) au tennis.
- 24 septembre : Grand Prix automobile du Canada 1972 remporté par l'Américain Peter Revson.

### Économie
- Fondation de Mitel Networks.
- Fondation de Lise Watier.
- Fondation de la compagnie minière Agnico-Eagle.

### Science

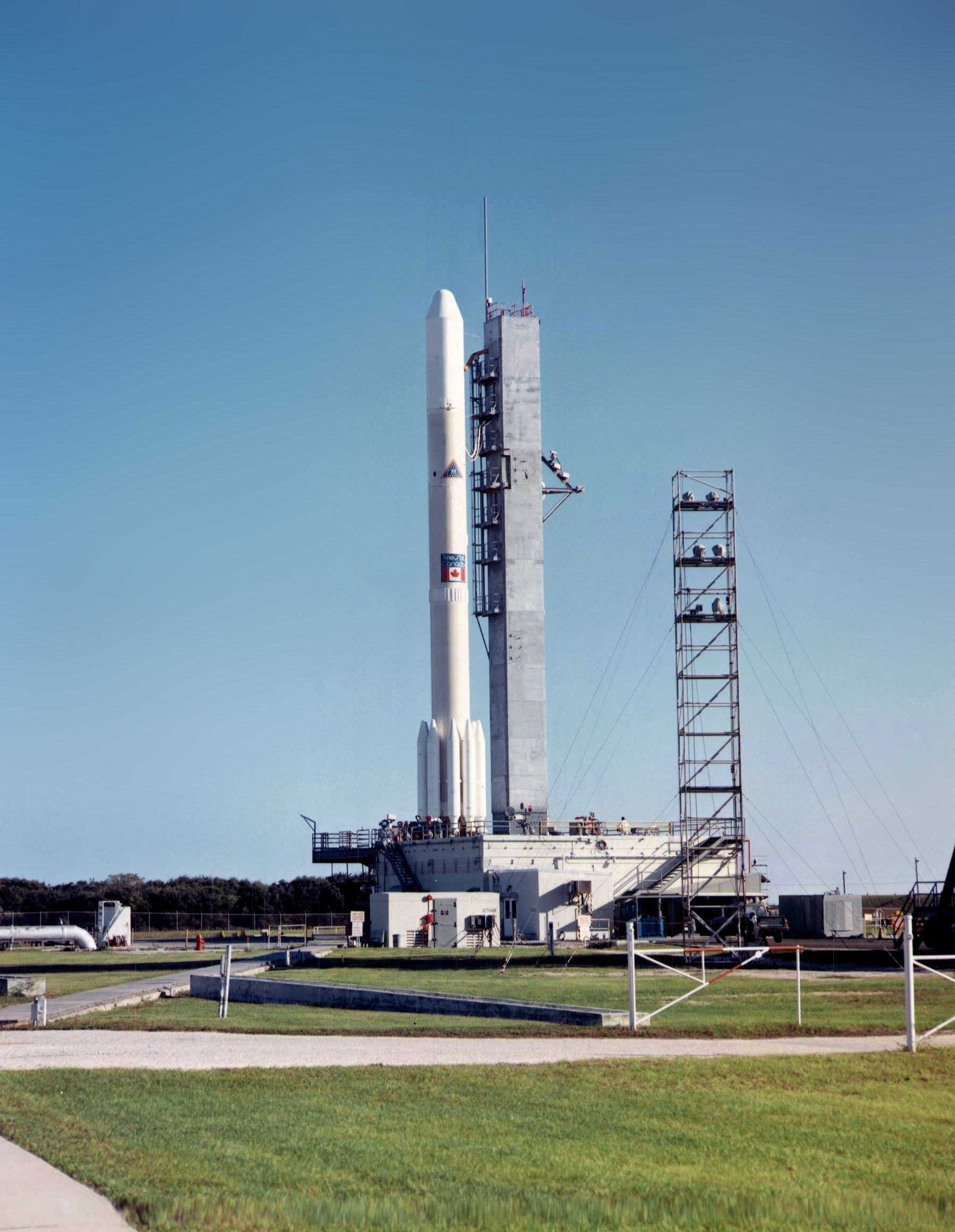
Fusée Delta 1914 avec Anik A1, Cap Canaveral, novembre 1972.

- 10 juillet : rassemblement d'astronomes et de scientifiques à Cap-Chat au Québec lors de l'éclipse solaire totale[1].
- 10 novembre : Lancement du satellite géostationnaire de communication Anik A1.
- Claude Saint-Jean crée l'Association canadienne des ataxies familiales et pousse à faire de la recherche sur l'ataxie de Friedreich.

### Culture
- Prix du Gouverneur général 1972

#### Chanson
- Février : Renée Martel interprète Un amour qui ne veut pas mourir.
- Michel Pagliaro interprète J'entends frapper.
- Anne Renée interprète Un amour d'adolescent.

#### Film
- La Vraie Nature de Bernadette de Gilles Carle.
- Les Colombes de Jean-Claude Lord.
- Quelques arpents de neige (film) de Denis Héroux.
- IXE-13 de Jacques Godbout.

#### Télévision
- Appelez-moi Lise avec Lise Payette et Jacques Fauteux.
- Série The Beachcombers (en).

### Religion

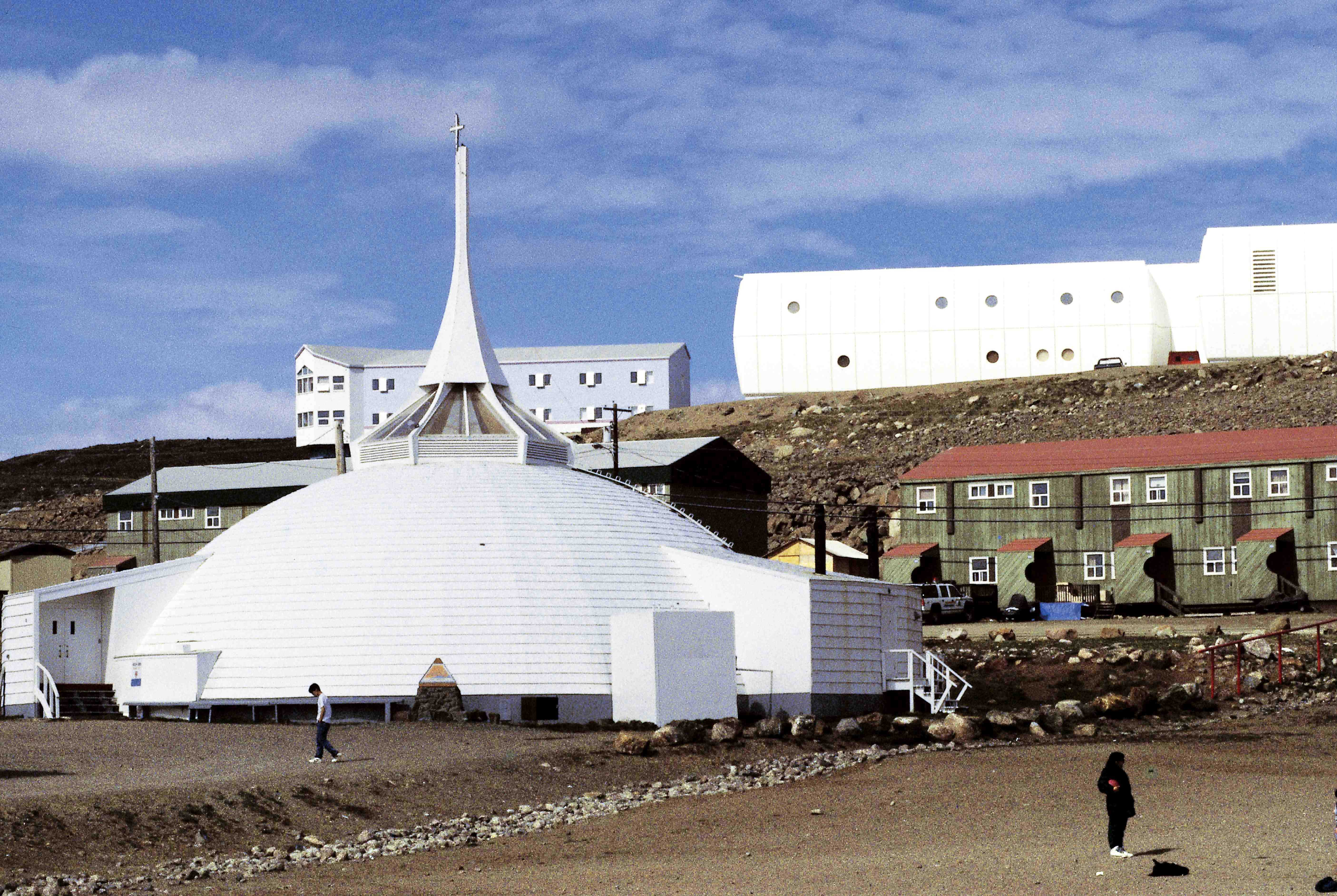
Cathédrale Saint-Jude à Iqaluit

- Établissement de House of Bread Monastery (en) à Nanaimo en Colombie-Britannique.
- Construction de la cathédrale anglicane d'Iqaluit.

## Naissances
- 3 janvier : Drake Berehowsky, joueur de hockey sur glace.
- 29 janvier : Shaun Majumder, acteur.
- 12 février : Owen Nolan, joueur de hockey sur glace.
- 17 mars : Melissa Auf der Maur, musicienne de rock.
- 22 mars : Elvis Stojko, patineur.
- 1er avril : Rob Anders, homme politique de la circonscription fédérale de Calgary-Ouest.
- 5 mai : Devin Townsend, chanteur.
- 26 juin : Garou, chanteur
- 4 juillet : Mike Knuble, joueur de hockey sur glace.
- 1er août : Tanya Reid, actrice et scénariste.
- 4 septembre : Françoise Yip, actrice.
- 27 septembre : Clara Hughes, patineuse et cycliste.
- 17 octobre : Cameron Baerg, rameur.
- 1er novembre : Glen Murray, joueur de hockey sur glace.
- 11 novembre : Adam Beach, acteur.
- 26 novembre : Chris Osgood, gardien de but de la Ligue nationale de hockey (LNH).
- 19 décembre : Jean-Claude D'Amours, homme politique fédéral.

## Décès
- 2 mars : Léo-Ernest Ouimet, fondateur du ouimetoscope.
- 7 avril : Woodrow Stanley Lloyd, premier ministre de la Saskatchewan.
- 20 août : Abraham Moses Klein, écrivain.
- 31 octobre : Bill Durnan, joueur de hockey sur glace.
- 27 décembre : Lester B. Pearson, premier ministre du Canada.